# Фулько (король Єрусалиму)

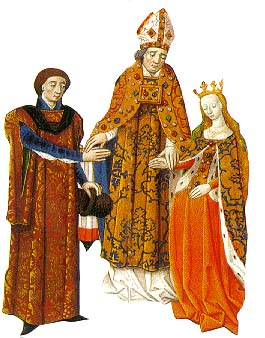
Фульк і Мелісенда

Фулько Анжуйський (1092 — 13 листопада 1143) — король Єрусалиму у 1131—1143 роках (як Фулько I), граф Анжуйський (як Фулько V), Менський та Турський.

## Біографія

### Граф
Про місце народження Фулько немає відомостей. Народився у 1092 році. Був сином Фулько IV, графа Анжуйського, та Бертради де Монфор. Рано залишився без матері, яка покинула чоловіка й стала коханкою французького короля Філіпа I.

Володіння Фулько у Франції (позначено бордовим кольором)

У 1109 році після смерті батька успадкував графство. Проте з огляду на молодий вік знаходився під впливом короля Філіпа I. Підтримував останнього у боротьбі проти Генріха I, короля Англії. У 1110 році одружився зі спадкоємицею графства Менського й Туренського. У 1118 році Фулько переходить на бік короля Генріха Англійського. Для зміцнення союз було укладено шлюб між їхніми дітьми. Вслід за цим у 1120—1121 роках брав участь у хрестовому поході. У 1124 році він оселився в Сирії, де мешкав до 1127 року, коли надумав повернутися до дому. В цей час отримав від короля Балдуїна II пропозицію щодо шлюбу з його донькою Мелісендою. Втім перемовини щодо умов укладання шлюбу тривали до 1129 року, коли нарешті 2 червня він відбувся. У посаг отримав міста Тір та Акру.

### Король
У 1131 році після смерті Балдуїна II Фулько було короновано разом з Мелісендою королем й королевою Єрусалиму. Втім із самого початку між подружжям виник конфлікт щодо володарювання у королівстві. Фулько на деякий час перебрав владу на себе. У 1131 році він завадив сестрі Мелісенди — Алісі — захопити владу в Антіохії. У 1132 році він завдав поразки союзникам Мелісенди та Аліси. Втім ці чвари спричинили те, що Єрусалимське королівство не надало достатньої підтримки Едеському графству. Водночас для зміцнення Єрусалимського королівства Фулько уклав союз з мусульманськими володарями Дамаску.
У 1134 році він вступив у конфлікт з Гуго II де Пюізе, коханцем дружини, втім завдяки патріарху Єрусалимському було укладено мир, а Гуго де Пюізе погодився залишити Святу землю на 3 роки. У 1135 році король Фулько всупереч волі Мелісенди та її сестри Аліси видав королівську небогу Констанцію за Раймунда де Пуатьє. Усі ці дії лише посилювали протиборство між Фулько та Мелісендою. Лише у 1136 році Фулько на нетривалий час примирився з дружиною.
Після цього Фулько I вимушений був тривалий час боронити королівство від атак Зенгі, атабека Алепо. У 1137 році король зазнав поразки при Баріні, але того ж року захопив місто Баніас. Разом з тим вплив Фулько на державні справи значно знизився. Його турботою залишилася оборона кордонів держави. у 1142 році він зміг уникнути вторгнення до Палестини військ візантійського імператора Іоанна II Комніна. Невдовзі після цього Фулько помер 13 листопада 1143 року.

## Родина
1. Дружина — Ерембурга (бл. 1096—1126) — дочка Іллі I (графа Менського) та його першої дружини Матильди I (сеньйори Шато-дю-Луар).
Діти:
- Аліса (бл. 1111 — 31 травня 1155) — дружина Вільгельма Аделіна, сина Генріха I Англійського.
- Готфрід (24 серпня 1113 — 7 вересня 1151) — граф Анжуйський, Менський, Турський.
- Ілля (бл. 1115 — 15 січня 1151) — граф Менський.
- Сибіла (бл. 1116—1165) — перша дружина Вільгельма Клітона (з 1123 по 1124), у зв'язку з тим що Вільгельм і Сибіла були родичами, шлюб було анульовано папою Гонорієм II. Після цього Сибіла, разом зі своїм батьком, вирушила до Єрусалимського королівства. В 1139 році вийшла заміж вдруге за Теодоріха I (графа Фландрії), прибулого в Єрусалим на своє перше паломництво. Після весілля Сибіла разом з новим чоловіком переїхала у Фландрію. Бувши вагітною, правила Фландрією, коли її чоловік брав участь в Другому хрестовому поході. Успішно вела бойові дії проти Балдуїна IV (графа Еноського), який намагався захопити Фландрію, в час відсутності її чоловіка. В шлюбі з Теодоріхом народилось, як мінімум, семеро дітей, зокрема майбутні графи Фландрії Філіп I та Маргарита I. В 1157 році, під час третього паломництва в Єрусалим, Сибіла розлучилась з чоловіком і відмовилась повернутися з ним додому. Згодом Сибіла стала черницею монастиря св. Марії і Марфи в Віфанії, де й померла в 1165 році.

2. Дружина — Мелісенда (1105—1161), королева Єрусалиму
Діти:
- Балдуїн (1130—1162) — король Єрусалиму.
- Аморі (1136—1174) — король Єрусалиму.